# Christian Papke
Christian Papke, född den 22 december 1634 i Greifswald, död den 9 mars 1694 i Lund, var en tyskfödd svensk teolog, professor och biskop.
Papke, som var son till en svärdfejare, påbörjade sina akademiska studier i hemstaden Greifswald samt i Rostock, men överflyttade 1669 till det nyupprättade Lunds universitet där han först verkade som privatlärare men redan 1670 utnämndes till adjunkt vid teologiska fakulteten. Han gjorde efter detta en rask karriär: 1672 blev han professor i logik och metafysik (teoretisk filosofi), och två år senare, 1674, förordnades han även att parallellt vara extra ordinarie professor i teologi. Han inhade posten som universitetets rektor höstterminen 1675 samt ånyo tio år senare.
När skånska kriget utbröt 1676 var Papke en av de få som, under kriget överflyttad till Malmö, försökte upprätthålla en viss grad av undervisning för de kvarvarande studenterna. Han återvände efter kriget till Lund 1680 och vid universitetets återupprättande 1682 blev han förste professor i teologi samt även domprost. Sex år senare, 1688, krönte han sin bana genom att av ett enigt prästerskap väljas till biskop i Lunds stift. Han promoverades till teologie doktor 1693.
Som filosof var Papke en av de tidigaste anhängarna av Cartesius filosofi i Sverige.
Papke uppgives ibland ha varit den första kända inspektorn för den Skånska nationen, men källäget är på denna punkt oklart. Hans son, professorn och biskopen Carl Papke, innehade dock definitivt detta uppdrag 1718-1739.